# Fire (Floor Jansen)
Fire is een nummer van de Nederlandse zangeres Floor Jansen uit 2022.

## Achtergrond
Na een carrière van ruim 25 jaar als zangeres van verschillende metalbands (onder meer After Forever en Nightwish), en in Nederland succesvolle optredens bij het televisieprogramma Beste Zangers, besluit Jansen een solo-carrière te proberen. In maart 2022 tekent ze een contract bij Warner Music voor een soloalbum, Paragon. Op dit album wil ze afwijken van het metalgeluid waar ze mee bekend is geraakt, en meer een mainstream rock/pop geluid laten horen. Het bombastische geluid waar ze bekend mee geworden is, mede door het succesvolle Bekende-Zangers duet "The Phantom of the Opera" met operazanger Henk Poort, blijft wel hoorbaar op het album. In interviews gaf Jansen ook aan dat het succes van dit nummer haar inspireerde om meer solowerk op te nemen. Als voorloper van Paragon werd de single "Fire" op 25 maart 2022 uitgebracht als muziekdownload en bij verschillende streamingdiensten. Een maand later werd het nummer, met het Bekende Zangers-duet met Henk Poort als B-kant, op vinylsingle uitgebracht voor Record Store Day.
Het nummer werd commercieel geen succes en bleef in Nederland steken in de Tipparade. NPO Radio 2 verkoos het nummer wel tot NPO Radio 2 TopSong en het jaar erna kwam het nummer voor het eerst in de Top 2000 van die zender.

## NPO Radio 2 Top 2000
| Nummer met noteringen in de NPO Radio 2 Top 2000 | '23  | '24  |
| ------------------------------------------------ | ---- | ---- |
| Fire                                             | 1667 | 1759 |

1. ↑  Een vetgedrukt getal geeft de hoogste notering aan.
2. ↑  2023 was het eerste jaar met een notering voor dit nummer.